# آخر بازی (آلبوم رایز اگنست)
آخر بازی (به انگلیسی: Endgame) ششمین آلبوم رسمی گروه پانک راک رایز اگنست می‌باشد که به تهیه‌کنندگی بیل استیونسون و جیسون لیورمور در ۱۵ مارس ۲۰۱۱ مصادف با ۲۴ اسفند ماه ۱۳۸۹ در آمریکای شمالی منتشر شد. رایز اگنست از سپتامبر ۲۰۱۰ شروع به ضبط این آلبوم کرد که میکس آن در لس آنجلس و در ماه ژانویه ۲۰۱۱ صورت گرفت. اولین تک‌آهنگ این آلبوم با نام «کمک در راه است» در ۲۵ ژانویه ۲۰۱۱ وارد ایستگاه‌های رادیویی شد.

## فهرست آهنگ‌ها
فارسی
1. معمارها
2. کمک در راه است
3. متوقفش کن
4. اختلاف نظر
5. انگل
6. دعای نیمه شب
7. گناه باقیمانده
8. آینه‌های شکسته
9. برایم صبر کن
10. کودتایی دلیرانه
11. خواهد رفت
12. بازی نهایی

## انگلیسی
1. Architects
2. Help Is on the Way
3. Make It Stop
4. Disparity By Design
5. Satellite
6. Midnight Hands
7. Survivor Guilt
8. Broken Mirrors
9. Wait for Me
10. A Gentlemen's Coup
11. This Is Letting Go
12. Endgame

## پدید آورندگان
- تیم مک ایلریف – آواز، ریتم گیتار
- جو پرینسیپی – گیتار بیس، هم‌آواز
- زک بلیر – گیتار لید، هم‌آواز
- برندون بارنز – درام، پرکاشن
- بیل استیونسون – تهیه‌کننده
- جیسون لیورمور – تهیه‌کننده